# روباه خاکستری
روباه خاکستری (نام علمی: Urocyon cinereoargenteus) نام یک گونه از سرده دم‌دارسگ است
نام علمی :Urocyon Cinereoargenteus
نام انگلیسی : Grey Fox
طول بدن : 81- 53 سانتیمتر
طول دم : 44-7 سانتیمتر
وزن : 7-3 کیلوگرم
روباه خاکستری را روباه درختی هم می‌نامند و در جنوب کانادا و شمال و جنوب آمریکا دیده می‌شود. روباه درختی می‌تواند با مهارت از تنه درختان بالا برود و بین شاخه‌ها تقریباً به چابکی یک گربه بپرد. معمولاً در شب فعالند و از انواع حشرات و پستانداران کوچک تغذیه می‌کنند اما در فصول معینی از سال بیشتر از میوه‌ها و دانه‌ها استفاده می‌کنند. دارای یال گردن خاکستری تیره و کوچک و گردن، پهلوها و پاها مختصری قرمز رنگ است و شکم و چانه سفید یا زرد نخودی می‌باشد. کمین گاه آن‌ها یک لانه زیرزمینی قدیمی یا کنده یک درخت می‌باشد، اما اغلب یک سوراخ درختی با ۹ متر ارتفاع از سطح زمین را برای کمین گاه خود انتخاب می‌کنند.